# 이한응 묘
이한응 묘는 대한민국 경기도 용인시 처인구 이동면 덕성리에 있다. 1999년 7월 14일 용인시의 향토문화재 제49호로 지정되었다.

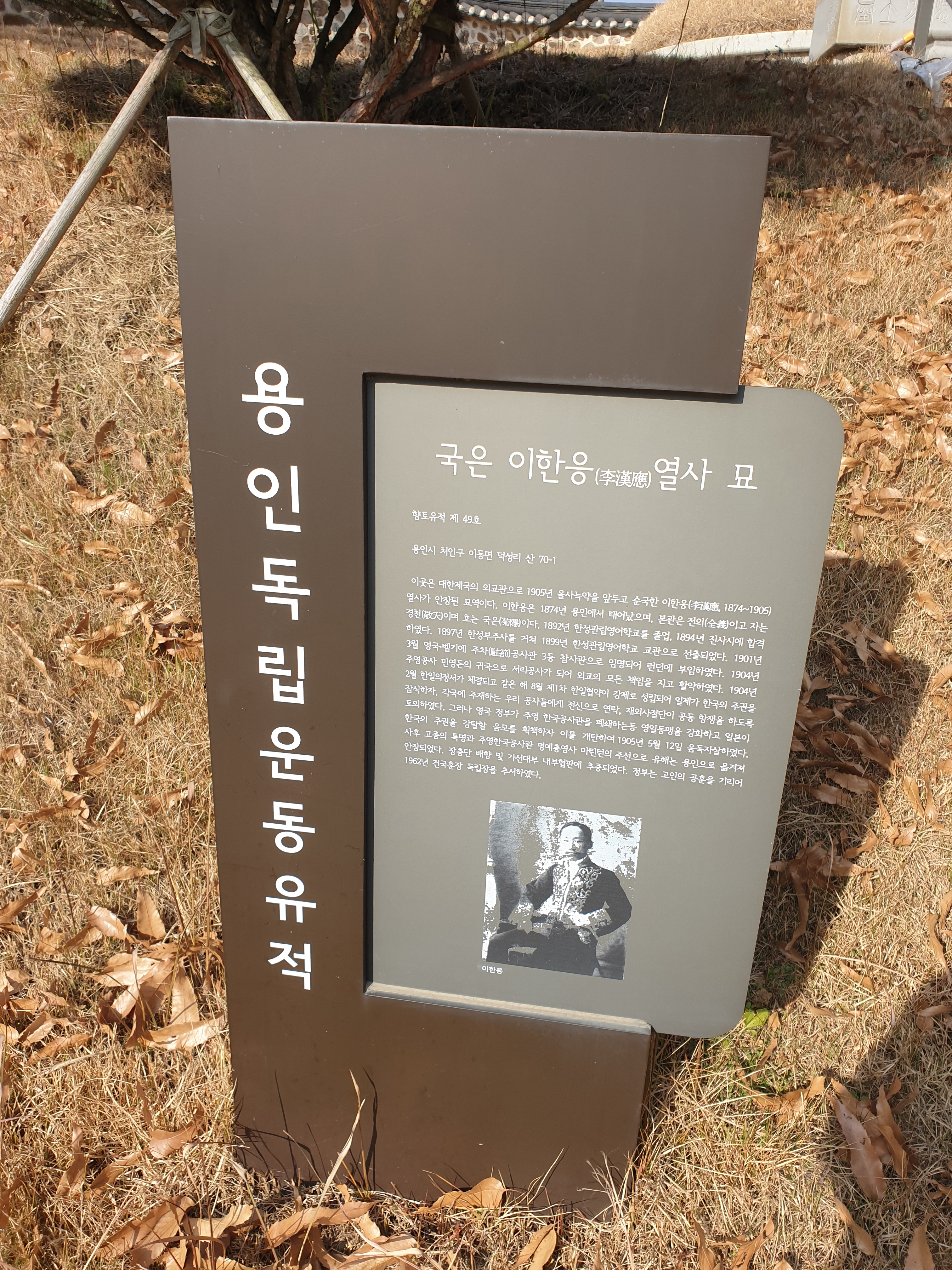
경기도 용인시 처인구 덕성리 이한응 열사묘 안내문

## 개요
대한제국 말기 일제에 항거한 독립운동 순국선열 1호인 이한응 (李漢應, Yi Han Eung, 1874.10.30~1905.05.12) 열사의 묘. 이한응 열사는 일찌기 젊은 나이에 관립영어학교에 입학, 2년만에 졸업한 후 성균관 진사에 합격하여 관직의 길을 걸었고, 1901년 주차영의(駐箚英義 영국과 이태리) 양국 공사관의 삼등참서관(參書官)으로 임명되어 민영돈 일행과 함께 런던에 부임하게 된다. 1903년 민영돈의 귀국 후 이한응은 서리공사(署理公使)에 임명되어 홀로 대영외교의 중책을 수행하며 조국의 독립을 위해 고군분투함. 하지만 노일전쟁에서 승리한 일본이 영국과 영일동맹을 맺어 일본의 한국 침탈을 영국이 인정하는 행보를 보이자, 이에 항의하며 1905년 5월 12일 자택에서 유서를 남기고 자결함. 유해는 7월에 해로로 고국에 돌아와 경기도 용인군 이동면 덕성리 금현에 안장되고, 정부에서는 종이품 가선대부 (從二品嘉善大夫) 내부협판(內部協辦)에 승서(陞敍)하고, 관원(官員)을 특파하여 치제(致祭)하며 장충단(奬忠壇)에 배향(配享)하다.

#### 비문
```
목숨을 홍모(鴻毛)처럼 가벼이 여기고 의를 태산처럼 무겁게 생각하는 이가 있다면 그 사람든 곧 의인이요, 그 정신은 곧 정기다. 세상에 사람은 제제(濟濟)할 지라도 사람마다 의인이 아니오, 시대는 면면(綿綿)히 흐르지만 언제나 의인이 있는 것은 아니다. 난세에 영웅이 나타나는 것과 같이 의인은 국가부운(國家否運)의 제(際)에 혜성처럼 출현하나니 그 광망(光芒)으로써 국가와 민족을 안태(安泰)의 정도로 인도하기 위함이다. 그리하여 의인이 나타난 곳에 반드시 나라는 부흥되고 겨레는 회생한다. 의인의 정기야 어찌 숭고하고 갸륵하지 않으랴. 전의후인(全義后人) 이한응 공 (李漢應 公)은 고종(高宗) 12년 갑술 서기 1874년 9월 21일 태어난 의인이니 출생 후 층생첩출(層生疊出)하는 한말의 내환과 외우로 풍운이 가장 암담(暗澹)하고 파란(波瀾)이 심히 험악(險惡)한 속에 부대끼게 되었으며, 또 갑오에는 엄친(嚴親) 남영우령관(南營右領管) 경호(璟鎬)공이 관군의 영장(領將)으로 동학난을 토벌(討伐)하다가 전사(戰死)하였으니 공은 이때 약관(弱冠)의 나이로되 그 흉중(胸中)에는 망극(罔極)한 비통(悲痛)과 함께 만곡(萬斛)의 감회(感懷)가 서려 있었다. 공은 천성이 영오(穎悟)하기에 이와 같은 환경의 자극을 받아 범인과 다른 뜻을 품고 사숙(私塾)에서 한학(漢學)을 수습(修習)하다가 16세에 관립(官立) 영어학교에 입학하여 영어를 연마하였고 21세에는 사마방(司馬榜)에 응시하여 성균진사(成均進士)에 합격하였으나 이 해에 전기(前記)한 바 불의(不意)의 변상(變喪)을 당하고 칩거근신(蟄居勤愼) 중에 3년을 집상(執喪)하였다. 24세에 한성부(漢城府) 주사(主事)에, 26세에는 모교인 영어학교 교관에 임명되어 맡은바 직무에 진취면려(盡취勉勵)하였다. 이에 그 인격과 재분(才分)이 인정(認定)되어 28세 때 3월에는 주차영의양국(駐箚英義兩國) 공사관(公使館) 삼등참서관(三等參書官)으로 발탁(拔擢)되었으니 이것이 곧 공으로 하여금 방명(芳名)을 만대(萬代)에 전하는 기연(機緣)이 되었던 것이다. 처음에 공사(公使) 민영돈(閔泳敦)과 함께 영국 런던에 부임하여 그를 보좌하더니 2년 후 계묘(癸卯)에는 통훈대부(通訓大夫)에서 정삼품(正三品) 통정대부(通政大夫)로 승진되었고, 갑진에는 민 공사(閔公使)가 귀국하게 되매 서리공사(署理公使)로서 영의양국(英義兩國)과의 외교직무를 전담하였다. 일본이 청일, 노일 두 전쟁에 승리한 여세로 호시탐탐 한반도에 대한 침략의 독아(毒牙)를 더욱 날카롭게 하여 노일전쟁 전에 체결한 영일동맹의 조약을 개정강화하니 그 중에는 일본이 한국의 정치경제군사상에 대하여 지도감독 및 보호할 권리를 영국은 인정한다는 조항이 포함되어 있었다. 또, 갑진 2월에 채결한 한일의정을 동 8월에는 더욱 굴욕적인 한일협약으로 바꾸어 한국의 재정과 외교권을 박탈하였다. 공은 한일협약의 불가(不可)를 강력히 건의하고 영일동맹의 개정을 극력저지하려 하였으나 대세불리하여 공의 주장이 하나도 관철되는 바 없으므로 만사휴의(萬事休矣)라 앙천통곡(仰天痛哭)하다가 필경 을사 5월 12일 음력 4월 9일에 자결하고 말았으니 방년이 32세라. 꽃답도다 공의 위국단성(爲國丹誠)이여, 빛나도다 공의 고매장렬(高邁壯烈)한 정기여. 공은 진실로 애국의 화신이요, 의인 중의 의인이로다. 공은 또한 한말 순국열사의 최선봉이 되었으니 당시 조정에서는 공의 절의를 현창(顯彰)하기 위하여 종이품(從二品) 가선대부(嘉善大夫) 내부협판(內部協辦)에 추서(追敍)하고 장충단에 향사(享祀)하였으며, 작년 가을에는 역시 장충단에 기념비를 건립하여 대의를 길이 사모하려 하였다.
```

전의 이희승 (全義 李熙昇) 찬(讚)
안동 김충현 (安東 金忠顯) 서(書)
서기 1965년 을사 11월  국은 이한응 열사 추모회 회장 이은상 건립

## 같이 보기
- 이한응